# 齐拉克
齐拉克，是匈牙利杰尔-莫雄-肖普朗州所辖的一个村。总面积11.76平方公里，总人口582，人口密度49.5人/平方公里（2011年1月1日）。